# 掃羅王
掃羅（希伯來語：‎；阿拉伯语：‎，Ṭālūt 或‎，Ša'ūl，約前1080年—約前1010年）天主教譯為撒烏爾，是以色列聯合王國的開國國王，他的登位亦標誌着士師（民長）時代的結束。
掃羅王在位四十年，是先知撒母耳因應以色列人要求有一位自己的君主的呼聲，在向上帝請示過以後，根據上帝的旨意而膏立（受傅為王）的。他的即位，亦是君權（他自己）和神權（撒母耳）之間權力鬥爭的開端。

## 生平
扫罗出生于约前1080年，属于犹太人的最小支派便雅憫支派。
根据希伯來聖經，他受撒母耳奉神旨意選為國王可能是因為便雅憫支派曾在士師時代差點被滅族（士師記19-21章），該支派是以色列十二支派中最小的一支，因為以色列人持續向上帝求一位帶領他們抵禦外邦侵略的君王。撒母耳代為向上帝請求後，揀選掃羅為君王。 
雖然在掌政初期有一些反對的聲音，但掃羅王仍憑著高大俊美的外表，獲得人民的認同及支持。他在位期间，帶領人民多次与亞捫人和非利士人作战并取得了胜利。在一定程度上，奠定了以色列民族的统一，為之後約一百多年的聯合王國打下基業。
掃羅是一位有為的君王，除了帶領人民打勝仗之外，對於不服從他的人也給與包容（撒上 10:27，11:12-13）。惟他後來多次違背神的旨意，被神弃绝，神挑选敬畏神的大卫成为新王，使撒母耳膏立大衛，（撒上13:8-14，15:22-23）。此後掃羅王雖然仍受到人民擁戴而繼續掌權，但內心恐懼王位被奪去，無法接受上帝挑選新的繼承人一事，多次想要謀殺大衛（撒上18:9-25，19:1，19:10，19:15）。在求上帝不成後，甚至不惜違背自己禁止交鬼的命令（撒上28:3-19），最终仍無法改變自己的命運。
掃羅與他的兒子兼王位繼承人約拿單同在跟非利士人戰鬥時負傷後自殺，他的另一兒子伊施波設不得民心，受約押和押尼珥控制，因而由大衛繼承以色列王國的王位，以色列王國的統治权由掃羅家族转而至大衛家族。